# 佐野広明
佐野 広明（さの ひろあき）は、日本のアニメ音楽・ゲームミュージックの作曲家・編曲家。以前はHuMIという名義で活動していた。

## 主な楽曲提供作品

### 一般向けアニメ
- とらいあんぐるハート さざなみ女子寮（2000年）
- とらいあんぐるハート 〜Sweet Songs Forever〜（2003年）
- 魔法少女リリカルなのは（2004年）
- 魔法少女リリカルなのはA's（2005年）
- 魔法少女リリカルなのはStrikerS（2007年）
- セキレイ（2008年）
- セキレイ 〜Pure Engagement〜（2010年）

### 成人向けアニメ
- 雛鳥の囀
- 夜勤病棟
- Unbalance 〜アンバランス〜
- 紅蓮
- アスガルド 〜歪曲のテスタメント〜
- 奴隷市場
- 清純看護学院
- PIGEON BLOOD
- 魔性の貌
- パンチラティーチャー
- 花の女子アナ ニュースキャスター・悦子
- 新体操（真）

### 映画
- 魔法少女リリカルなのは The MOVIE 1st（2010年）

### ゲーム
- ドラゴンナイトIII（1992年）
- 分裂守護神トゥインクル☆スター（1993年）
- 舞夢 -MIME-（1995年）
- Valkyrie（1995年）
- 雛鳥の囀with殻の中の小鳥（1999年）
- 渡り鳥に宿り木を（2003年）
- 夏少女（2003年） - 主題歌（オープニング「真夏のかけら」／エンディング「とおりすぎゆく人へ」）のみ
- 桜待坂Stories（2004年）
- ヘブンストラーダ（2005年）
- みんな集まれ!クイズパーティー（2008年）
- 魔法少女リリカルなのはA's PORTABLE -THE BATTLE OF ACES-（2010年）
- 男遊郭〜徒桜〜（2015年）
- 8BIT MUSIC POWER（2016年）
- ブラスターマスター ゼロ（2017年）
- あくまで、これは〜の物語（2018年）
- ブラスターマスター ゼロ 2（2019年）
- ブラスターマスター ゼロ 3（2021年）
- 幻日のヨハネ -BLAZE in the DEEPBLUE-（2023年）